# سانتي لوبيز
سانتي لوبيز هو متزحلق جبال الألب أندوري، ولد في 24 مارس 1975 في Ordino ‏ في أندورا.

## وصلات خارجية
- سانتي لوبيز على موقع الاتحاد الدولي للتزلج (التزلج على المنحدرات الثلجية) (الإنجليزية)
- سانتي لوبيز على موقع اللجنة الأولمبية الدولية (الإنجليزية)
- سانتي لوبيز على موقع أوليمبيديا (الإنجليزية)